# Entierro de Genarín
El Entierro de Genarín es una procesión profana que se celebra cada año en la ciudad española de León. Tiene lugar la noche del Jueves al Viernes Santo y rememora, en tono socarrón, la vida y el fallecimiento de Genaro Blanco Blanco, hombre común cuya vida se convirtió en leyenda, a la vez que se constituye como una auténtica parodia de las escenas más piadosas de la Última Cena y de la Pasión de Cristo.

## Genaro Blanco
Hijo de padres desconocidos, Genaro Blanco Blanco fue abandonado en la puerta de un vecino de Izagre el 19 de septiembre de 1861 y fue bautizado en la misma localidad, recibiendo su nombre en honor al Santo de ese día.El 20 de septiembre fue trasladado al Hospicio de León, donde estuvo bajo los cuidados de la nodriza Isidora.El 1 de noviembre del mismo año fue llevado a Palaciosmil, donde sería criado por Tomasa Arias y Pedro Mayo —dada la falta de recursos de la institución, que trasladaba habitualmente a los niños para que se criaran fuera—.Una vez que estuvo suficientemente instruido, en 1876 regresó al Hospicio para aprender un oficio en sus talleres,aunque, debido a problemas de la vista, prestó servicio como hortelano.
En 1879, al cumplir 18 años, fue inscrito en las listas del Ayuntamiento de cara al alistamiento y en 1881 fue elegido en el sorteo por el cual serían llamados al servicio de las armas 30 hombres. Debido a su estatura —1,50 m, cuando la media de los reclutas en esos años era de 1,61 m—, fue destinado a la reserva. Tras una reforma en la legislación, que rebajó la altura mínima para acceder al servicio, fue declarado útil e ingresó en el ejército, donde le correspondió servir en Ultramar. Sin embargo, finalmente fue destinado al Primer Batallón del Regimiento de Infantería «Lealtad» n.º 30, situado en Tolosa, y el 29 de agosto de 1883 abandonó el Hospicio para incorporarse a filas.
Las siguientes noticias sobre su vida datan del 12 de julio de 1896, cuando tomó posesión como interino de una plaza de empleado de Consumos, debido al aumento de personal para el puesto de Puente Castro. El 28 de octubre del mismo año tomó posesión en propiedad de dicha plaza y meses después, el 18 de enero de 1897, contrajo matrimonio en la iglesia de Nuestra Señora del Mercado con María García Pérez, natural de Quintana de Fon.La pareja tuvo cinco hijos: Jacinto y Leonardo, nacidos el 22 de octubre de 1897,Antonio, nacido el 10 de febrero de 1901, Ángel, nacido el 11 de mayo de 1906, y Emilio, nacido el 21 de abril de 1908. El 9 de noviembre de 1910, el Ayuntamiento de León votó a favor de arrendar Consumos y al año siguiente se produjo su cesión a Mariano Rodríguez Penagos, vecino de Oviedo; con la nueva gestión se perdieron numerosos empleos, entre ellos el de Genaro.
Tras quedarse sin empleo, Genaro se buscó la vida a través de todos los medios posibles; por ejemplo, acogieron como huésped en su casa a Casto Blanco, trabajó como jornalero, ejerció como aprendiz de barbero, se dedicó a la caza de pájaros para venderlos luego en la calle Ancha, ejerció como baratero (encargado de concertar las apuestas, tirar las chapas y repartir los beneficios entre ganadores) en el juego de las chapas que se organizaba en la plaza del Espolón, fue muñidor para el aspirante a diputado Bernardo Zapico, trabajó como mozo de estoques en la plaza de las ventas de Ramoniche en Navatejera, fue asistente de León Salvador (vendedor ambulante de relojes y otros utensilios), y vendedor callejero del Diario de León.
El 19 de abril de 1917 falleció María García en el Hospital de San Antonio Abad debido a una hemorragia cerebral.Ni Genaro ni sus hijos Jacinto y Leonardo contaban con sueldo alguno (los únicos ingresos eran los jornales por la venta de periódicos) por lo que, al no disponer de medios, abandonó a sus tres hijos pequeños para que fueran socorridos y admitidos en el Hospicio, donde ingresaron a finales de ese año. Uno de ellos, Antonio, falleció de meningitis el 11 de enero de 1918.Otro de ellos, Ángel, salió en 1921 y Genaro le consiguió trabajo como vendedor de periódicos; sin embargo, debido a que se apropió del dinero de la venta, su padre Genaro perdió el trabajo, y desde entonces este se dedicó al oficio de pellejero. En 1922 salió del Hospicio su otro hijo, Emilio. En 1927 Ángel y Genaro se hallaban en un caserón de la Serna, y desde ese momento no hay noticias de la familia hasta el año en que falleció Genaro.
El 29 de marzo de 1929 (mañana del Viernes Santo), a los 67 años, fue atropellado en la carretera de los Cubos o de las Carreras, junto al cubo tercero de la muralla yendo desde Santa Marina. Según la noticia publicada por el diario La Democracia, un camión de limpieza municipal —registrado como LE-1508 y conducido por José María Sáez del Canto— circulaba por el Espolón y al tomar la curva frente a Puerta Castillo, y debido a un exceso de velocidad, perdió la dirección del vehículo y después de describir un zig-zag se estrelló contra la muralla, atropellando a Genaro, que quedó aprisionado entre el camión y la muralla. Por las lesiones que sufrió, debió de morir instantáneamente. Se dice que la primera que acudió en su auxilio fue «la Moncha», Ramona Mariño Ituriza, de una casa de querida enfrente de ese lugar. Agentes de la autoridad custodiaron el cadáver hasta que el juez de instrucción ordenó su levantamiento, y detuvieron al conductor, que ingresó en la cárcel por orden judicial. Genaro fue enterrado el 30 de marzo en el cementerio civil de León —situado en la carretera de Asturias, ya desaparecido—, en una sepultura identificada con el número 26 de la segunda fila del cuartel F.

## Conversión en leyenda
El fallecimiento de Genaro no hubiera pasado de ser una noticia más si no fuera por un hecho que salvó su recuerdo del olvido; un grupo de bohemios decidieron celebrar de forma socarrona y lúdica su aniversario y comenzaron a recorrer, la noche del Jueves Santo de 1930, las calles de la ciudad conmemorando la vida de Genaro a través de la poesía; se trataba de Francisco Pérez Herrero, mecánico, dentista y poeta, Luis Rico, aristócrata y dandi, Nicolás Pérez «el Porreto», árbitro de fútbol, y Eulogio «el Gafas», taxista. Nacía así el Entierro de Genarín y en torno a él su leyenda, a través de la cual los hechos corrientes que le sucedieron a un hombre común se transformaron en un relato plagado de modificaciones, exageraciones e invenciones, que además se reinventó-mitificó a partir de la publicación del libro de Julio Llamazares en 1981.
En este, Genarín se presenta con rasgos del pícaro tradicional, amante de todos los vicios, y un antihéroe con mil oficios con los que sobrevivió como pudo. De origen innoble por ser hospiciano, se mezcla con gente de su ralea, prostitutas, puteros, chulos y jugadores, y cuenta con León Salvador, el «padre de todos los charlatanes españoles», como su maestro.Acostumbra a saltarse las reglas establecidas, como por ejemplo jugando para robar a los feriantes de Mansilla, tratando de estafar a un turista inglés con la venta de la catedral y jugando al mus haciendo trampas, o por su independencia de las costumbres morales y su antipatriotismo.En el ámbito de la cultura, mantiene haber leído un único libro, la novela Los amores de un ministro, y es un amante de la zarzuela.
El relato se concibe como una biografía parcial y ejemplarizante, pero en este caso a la inversa. Genarín es un mártir, que sufre su particular pasión, y a la vez un santo, con poderes que se manifiestan tras su muerte a través de los milagros. Se narra su infancia y juventud, las profecías que habían de cumplirse, su ejemplo de vida y virtudes, su muerte, las acciones de sus evangelistas y discípulos para mantener su memoria y los milagros que hace después de muerto. Estos, un total de cuatro, hacen referencia a la redención de la prostituta que le auxilió tras el atropello, a un gol de la Cultural Leonesa tras una mala racha, a la curación de un enfermo de riñón tras hacer sus necesidades en el lugar donde falleció Genarín, y al resbalón y caída de un ladrón que escalaba la muralla y robaba las ofrendas a Genarín. No se exalta el sufrimiento de una persona extraordinaria sino el goce físico de un hombre corriente.

## El Entierro

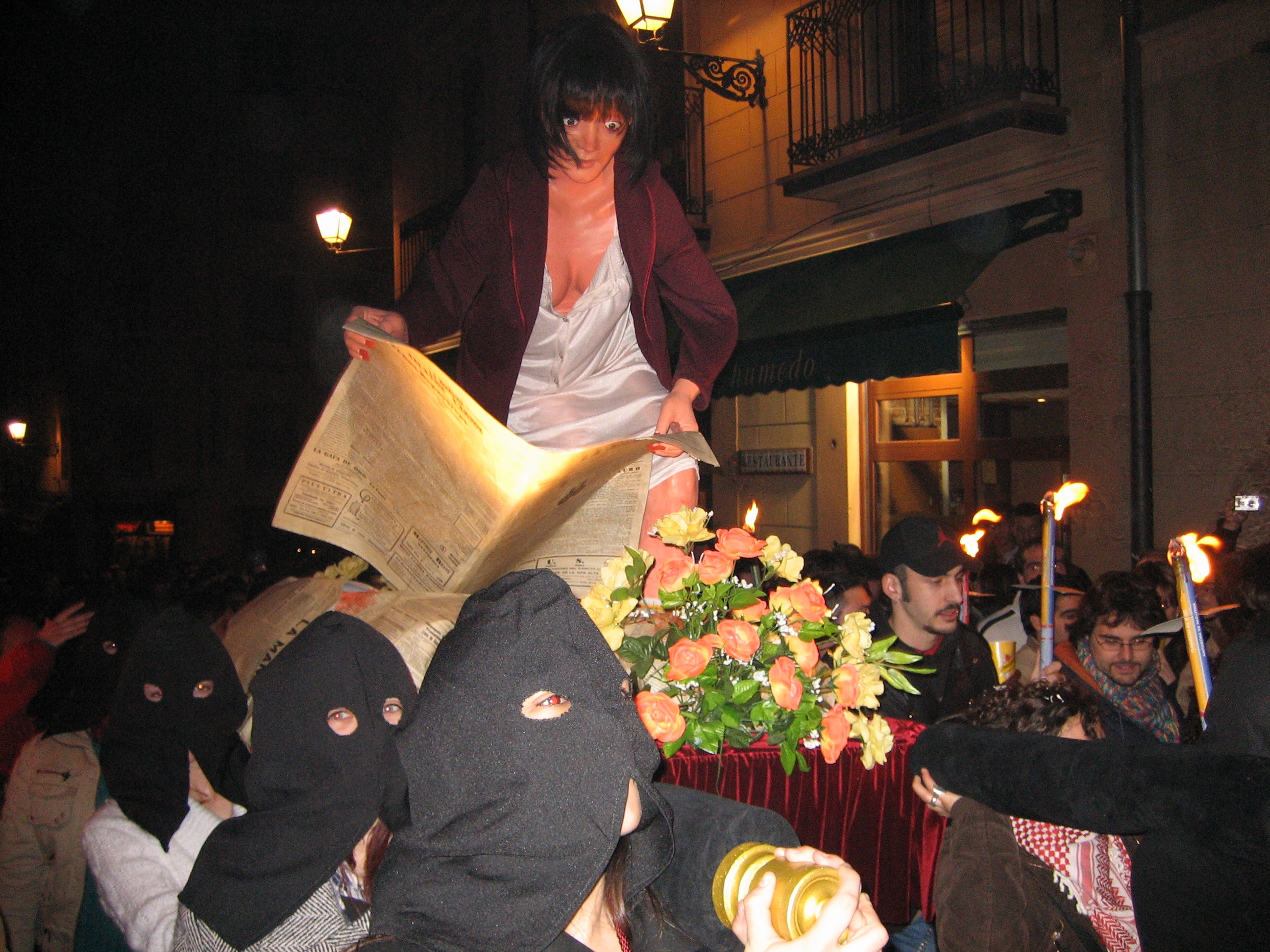
Paso de la Moncha

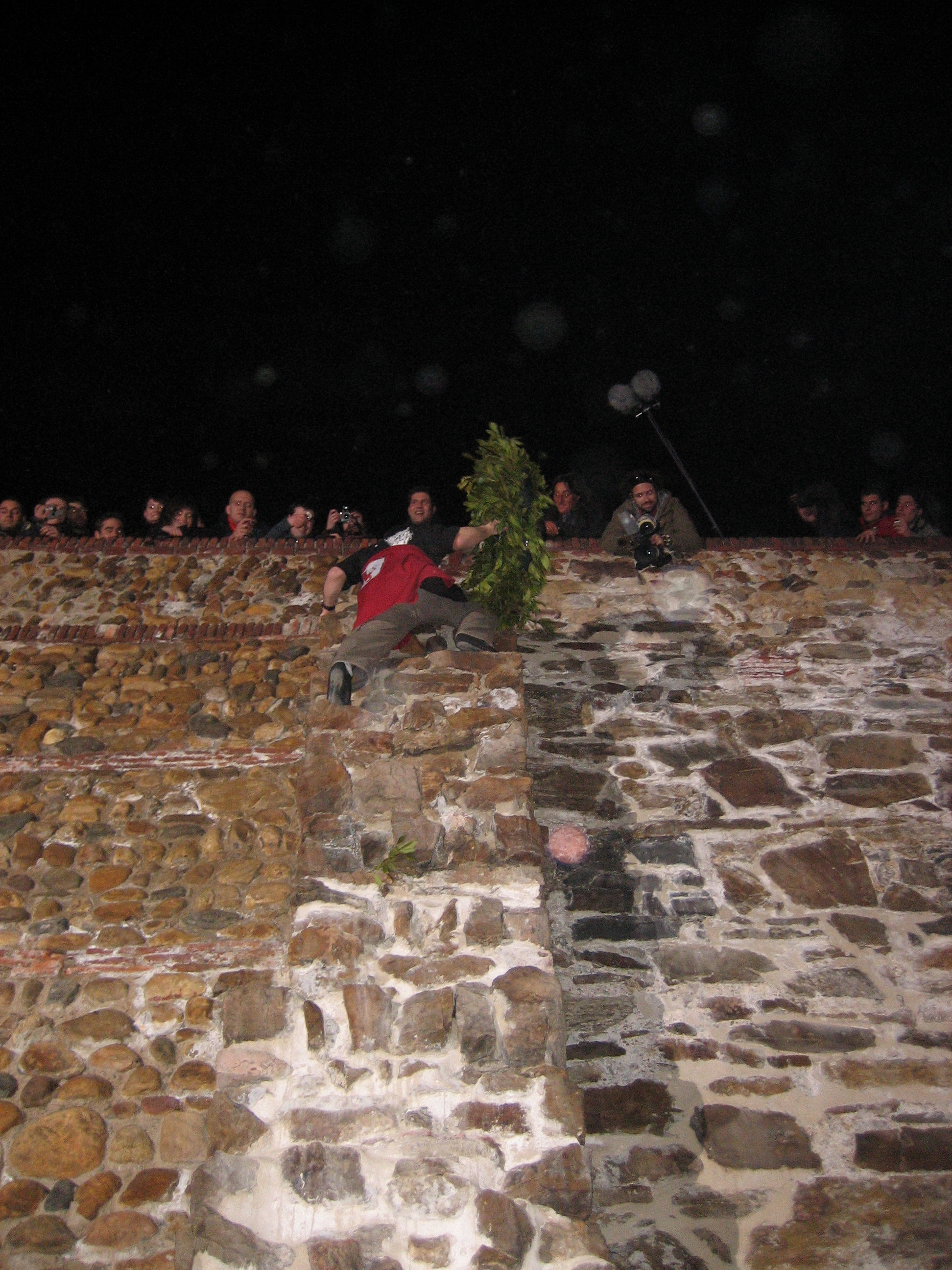
El Hermano Colgador deposita las ofrendas al finalizar la procesión del Entierro de Genarín

Celebrado la noche del jueves al Viernes Santo, y organizado por la Cofradía de Nuestro Padre Genarín, el Entierro de Genarín constituye una auténtica parodia, con una imitación de lo sagrado y de las escenas más piadosas de la Última Cena y de la Pasión y Muerte de Cristo. Así, Genarín es el alter ego de Cristo, la Mocha de María Magdalena o de la Verónica, etc.
Comienza con una rememoración burlesca de la Última Cena, que se celebra en un restaurante a las diez de la noche y en la cual se recitan poemas satíricos sobre los acontecimientos más llamativos del año —Encíclica del año— y se bautiza con orujo a los nuevos hermanos. Posteriormente se dirigen a la plaza del Grano, desde donde comienza la procesión en la que sus participantes recorren las calles del casco antiguo acompañados por cuatro cabezudos, que representan a los cuatro «evangelistas», y portando cuatro pasos: Genarín —vestido con traje de humilde, llevando una botella y agarrado a una farola—, la Moncha —representando el momento en el que esta prostituta tapa el cadáver de Genaro con las hojas de un periódico—, la Muerte y la Cuba, en la que van las ofrendas.
El recorrido, que incluye la plaza del Grano, la plaza de San Martín, la calle de la Sal, la Catedral, la calle Cardenal Landázuri y la carretera de los Cubos, se divide en «estaciones» en las que se entonan composiciones poéticas, a modo de rezos, con crítica social y política,y entre las que se intercalan versos-comodín como:

Y, siguiendo sus costumbres,

que nunca fueron un lujo,

bebamos en su memoria

una copina de orujo.

Una vez que llegan al lugar donde tuvo lugar el atropello, el Hermano Colgador deposita una serie de ofrendas en lo alto de la muralla: orujo, queso, pan, naranjas y una corona de laurel. El Abad dedica más versos al santo, bendice a los asistentes y se despide hasta el año siguiente.A quienes preparan el sepelio se les llama «evangelistas» y «apóstoles», según sus funciones, y a las gentes que acuden a participar en la procesión se les califica de hermanos y hermanas.
La celebración estuvo prohibida por las autoridades civiles desde 1957 hasta que fue recuperada en 1978; en los años 1950, desde el diario Proa, el periodista local Carmelo Hernández Moros Lamparilla, favoreció la prohibición del Entierro, precisamente poco después de que se fundaran nuevas cofradías y cuando la parodia genariana era muy visible. Con los años se ha convertido en una celebración masiva, no exenta de polémica por el macrobotellón que tiene lugar a su alrededor, que es tolerada por autoridades civiles y cofradías de laicos de la Semana Santa.Por su parte, las autoridades religiosas no la reconocen.

## En la cultura popular
En 1981 se publicó el libro El Entierro de Genarín. Evangelio apócrifo del último heterodoxo español, obra de Julio Llamazares, en el que narra la historia de Genarín, las primeras procesiones y los poemas leídos en ellas. Se asocia a los géneros literarios de la picaresca y la mística y su narración está llena de episodios esperpénticos para retratar la España negra.
En abril de 2009 se presentó en León la película Bendito Canalla, la verdadera historia de Genarín, adaptación libre de la novela de Julio Llamazares, dirigida por Nacho Chueca y producida por la leonesa Asunción Blanco. Concebida como docuficción, fue rodada en León y Japón y narra varias historias paralelas: por un lado las andanzas de Genaro Blanco y por otro lado, las conmemoraciones que, tras su muerte, comenzaron a realizar sus compañeros de juerga. La película fue seleccionada en la 46.ª edición del Festival de Cine de Gijón celebrado en noviembre de 2008.